# Máel Sechnaill mac Domnaill
Máel Sechnaill mac Domnaill (muerto el 2 de septiembre de 1022), a veces llamado Máel Sechnaill Mór (Malaquías el Grande) o Máel Sechnaill II, fue rey de Mide y Rey Supremo de Irlanda. Fue contemporáneo del gran  Brian Boru, que le depuso como Rey Supremo en 1002. 
Máel Sechnaill pertenecía a la dinastía de Clann Cholmáin, una de las ramas de los Uí Néill del sur. Era nieto de Donnchad Donn, bisnieto de Flann Sinna y tataranieto del primer Máel Sechnaill, Máel Sechnaill mac Máele Ruanaid. Durante siglos, representantes de los Uí Néill se habían sucedido como Reyes de Tara, o Reyes Supremos de Irlanda. En la época de Máel Sechnaill, los principales candidatos al trono eran los Clann Cholmáin del sur y los Cenél nEógain del norte, de modo que él sucedió a Domnall ua Néill, rey de Cenél nEógain en 980. Este sistema, que había sobrevivido durante largo tiempo pese a los intentos de los reyes de Ulster, Munster y Leinster, y de las invasiones  vikingas llegó a su fin después de que Brian Boru expulsara a Máel Sechanaill del trono y se coronara Rey Supremo.
Su intervención en los últimos momentos de la Batalla de Clontarf, el Viernes Santo del año 1014 supuso el final de los vikingos como fuerza política en Irlanda. La muerte de Brian Boru y otros nobles irlandeses durante la batalla le permitió recuperar el título de Rey Supremo, gracias a la ayuda de su pariente del norte Flaithbertach Ua Néill. Sin embargo, habría que esperar hasta la década de los 1050 para que este título otorgara a su poseedor un poder político similar al que había disfrutado Brian Boru. La dinastía de Clann Cholmáin no proporcionó ningún otro Rey Supremo a Irlanda; no así la de Cenél nEógain, a la que pertenecieron Domnall Ua Lochlainn y Muirchertach MacLochlainn. 